# Fields (gruppo musicale anni 1970)
I Fields erano un gruppo rock progressivo inglese formato nel 1971 dal tastierista Graham Stansfield (più conosciuto come Graham Field) fondatore dei Rare Bird che aveva da poco abbandonato, da Andrew "Andy" McCulloch, batterista dei King Crimson nel terzo LP Lizard e dal bassista-cantante Alan Barry.
Alla fine del 1969, Field incise Sympathy con i Rare Bird, grande successo in Italia e Francia. Il primo album dei Fields intitolato semplicemente Fields fu pubblicato in Italia il 31 dicembre 1971, come stampato sul vinile etichetta CBS n. S 69009.

## Discografia
- 1971 - Fields

| Controllo di autorità | VIAF (EN) 156100101 · ISNI (EN) 0000 0001 0433 8664 · LCCN (EN) no98036562 |